# Demeterheiligtum (Pergamon)

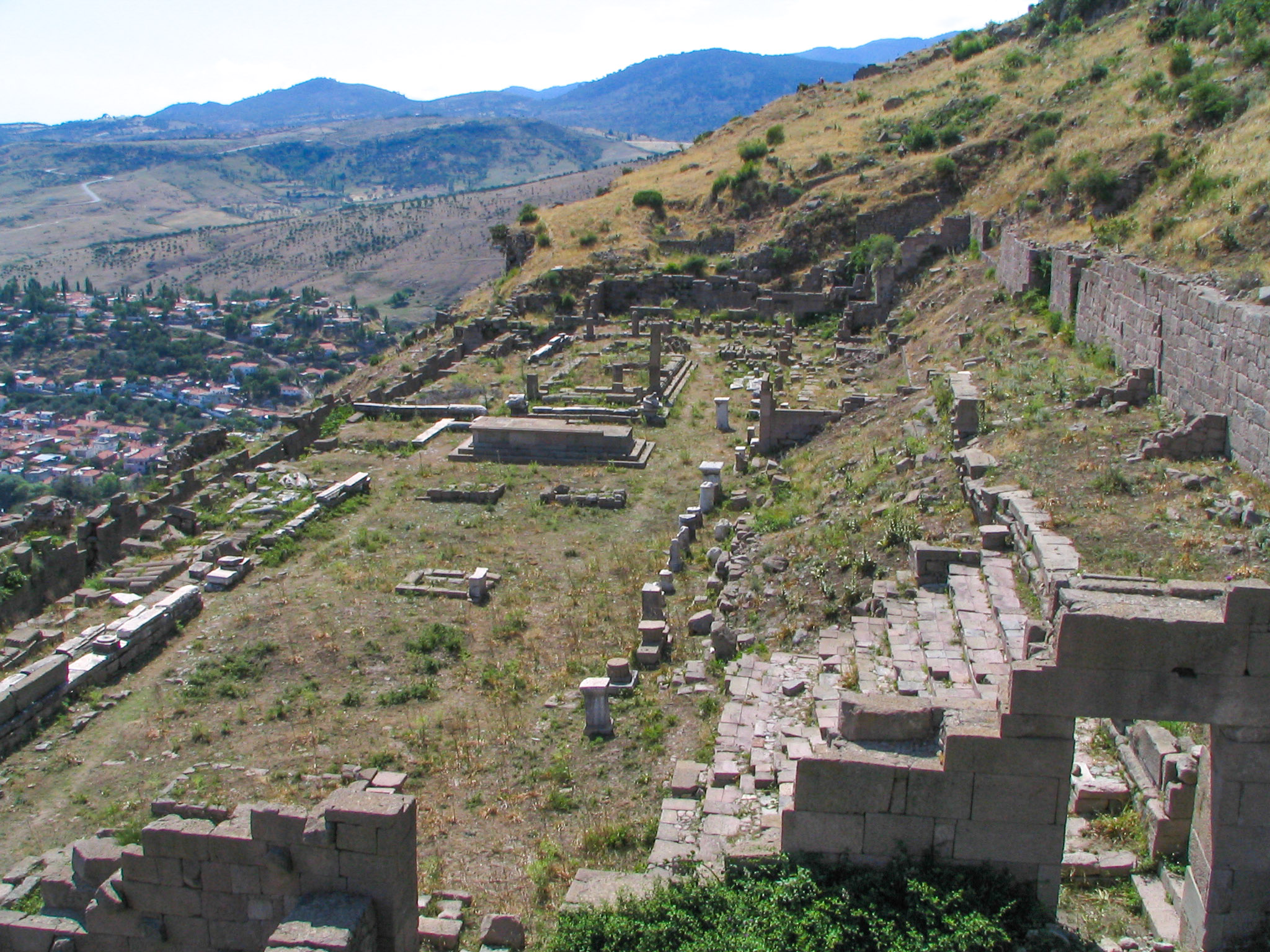
Demeterheiligtum von Osten mit Blick auf den Tempel und die Altäre

Das Demeterheiligtum von Pergamon ist ein am Südhang des Burgberges gelegenes Heiligtum für die Fruchtbarkeitsgöttin Demeter, das besonders in hellenistischer Zeit, aber auch unter der römischen Herrschaft in Pergamon eine große Bedeutung hatte. Das Heiligtum selbst ist alt, seine Nutzung lässt sich bis ins 4. Jahrhundert v. Chr. zurückverfolgen. Für die unter Philetairos und seinem Bruder Eumenes durchgeführte Neuanlage wurde die alte Stadtmauer abgerissen. Erste Hinweise auf seine Existenz wurden 1875 von Carl Humann bei der Untersuchung der Befestigungsmauern des Burgberges entdeckt und anhand von Inschriftenfragmenten schnell identifiziert. 1898 begannen die Ausgrabungen unter der Leitung von Wilhelm Dörpfeld, die zunächst bis 1912 dauerten. Nachuntersuchungen und Bauaufnahmen wurden anschließend regelmäßig durchgeführt, die Ergebnisse 1981 monographisch vorgelegt.

## Lage und Gestaltung
Das Heiligtum liegt am Südhang des Burgberges auf einer Höhe von etwa 197 Metern über Meereshöhe, knapp unterhalb der Attalischen Stadtmauer und nordwestlich direkt an den Komplex des Gymnasions angrenzend.
Eine rund 110 × 50 Meter große Terrasse wurde durch Felsabarbeitungen und Geländeaufschüttungen angelegt, die durch massive Stützmauern stabilisiert werden musste. Das Heiligtum konnte sowohl von der Oberstadt als auch von Süden aus auf schmalen Pfaden erreicht werden. Auch in römischer Zeit wurden diese Zugänge nicht weiter ausgebaut. Eine natürliche Felsformation aus Andesit im südwestlichen Bereich, die in späteren Bauphasen in das Heiligtum eingegliedert wurde, wird als der kultische Ursprung des Ortes vermutet.
Man betrat das Heiligtum von Osten kommend durch ein Propylon, das sich zu einem an drei Seiten von Säulenhallen umgebenen Hof öffnete. Das Propylon war dorischer Ordnung, hatte aber statt dorischer sogenannte Blattkranzkapitelle, die Säulenschäfte waren nur im oberen Bereich kanneliert, am Schaftansatz waren die Kanneluren nur vorbereitet, nicht aber ausgeführt worden. Nord- und Südhalle waren etwa 85 Meter lang, wiesen die gleiche Ordnungsmischung wie der Torbau auf und wurden mit dem Tor erst unter Attalos I. dem Heiligtum hinzugefügt.
Im östlichen Hofbereich und auf Höhe des Altars ansetzend sind der nördlichen Säulenhalle mehr als zehn Sitzstufen für die Teilnehmer an den Mysterien der Demeter vorgelagert. Etwa 800 Mysten konnten hier Platz finden. Die entsprechenden Feierlichkeiten mussten durch die Bauten des Attalos I. und seiner Frau Apollonis eine Erweiterung erfahren haben, denn die Stiftungsinschrift nennt nun neben Demeter auch deren Tochter Kore. Der zu erwartenden Ausdehnung des Kultes mit einer Betonung chthonischer Aspekte könnte das zugängliche Untergeschoss der zweischiffigen Südhalle gedient haben. Im Heiligtum sind eine Reihe kleinerer Altäre römischer Zeit erhalten, unter ihnen ein Altar aus der Zeit um 200 n. Chr., der – wenn die Ergänzung der Inschrift korrekt ist – den „unbekannten Göttern“, θεοὶ ἄγνωστοι, geweiht war.

## Tempel der Demeter
Im Zentrum des westlichen Temenosbereiches erhob sich der Tempel der Demeter. Er wurde zum Teil direkt auf gewachsenem Fels gegründet, zum Teil musste der umliegende Bereich auf dieses Niveau aufgeschüttet werden. Der Bau aus der Zeit des Philetairos war ein im Fundament 14,10 × 7,95 Meter großer, ionischer Antentempel aus einheimischen Andesit. Der Unterbau ist zum größten Teil erhalten, der Stylobat mit Standspuren der Säulenbasen sowie die Basis des nördlichen Antenpfeilers befinden sich in situ. Ein mit Bukranien, Girlanden und Opferschalen verzierter Fries aus Prokonnesischem Marmor schmückte das Gebälk des Tempels. Zur Zeit des Antoninus Pius stiftete ein Prytane namens Claudius Seilianus Aisimus dem Tempel eine Vorhalle mit vier Säulen korinthischer Ordnung, die breiter als der hellenistische Tempel war und mit diesem keinen einheitlichen Baukörper bildete.

## Der große Altar
Im Zentrum des Temenos befindet sich der große Altar. Er steht mit seiner Längsseite axial 9,50 Meter von dem Pronaos des Tempels entfernt. Die Ostseite liegt auf der Höhe der Abschlussmauer der Sitztreppe und bildete eine räumliche Trennung zwischen dem östlichen „öffentlichen“ Bereich für die Besucher sowie dem enger bebauten westlichen Tempelbereich. Der 8,62 × 4,50 Meter große Unterbau aus zwei umlaufenden Stufen besteht aus Andesit-Quadern. Die obere, zum Tempel gewandte und mit 0,75 Metern breitere Stufe diente als Standfläche für die Priester. Der darauf aufgesetzte Oberbau aus Andesit misst 7,21 × 2,61 Meter und war 0,92 Meter hoch. Glatte Andesit-Platten mit einer muldenförmigen Vertiefung werden für die Oberseite rekonstruiert. Volutenförmig auslaufende Akrotere waren an den vier Ecken des Oberbaus angebracht. Eine zum Teil rekonstruierte Inschrift auf den Orthostaten-Platten der Ostseite nennt Philetairos und seinen Bruder Eumenes, die den Altar zu Ehren ihrer Mutter Boa der Göttin geweiht hatten. In römischer Zeit wurden Teile des Altars mit ornamentierten Marmor-Platten verkleidet. Der hellenistische Altar wurden nach Abschluss der Grabungen wieder aufgebaut und zum Teil rekonstruiert.